# Tour de Lombardie 2014
La 108e édition du Tour de Lombardie a eu lieu le 5 octobre 2014. Il s'agit de la 29e épreuve de l'UCI World Tour 2014.
Elle a été remportée par l'Irlandais Daniel Martin (Garmin-Sharp), à la suite d'une attaque dans les 500 derniers mètres, qui devance respectivement d'une seconde un groupe de huit coureurs que règle pour la deuxième place l'Espagnol Alejandro Valverde (Movistar) devant le Portugais Rui Costa (Lampre-Merida).

## Présentation

### Parcours
Nouveau parcours pour cette édition avec un départ de Côme pour une arrivée à Bergame, inédit depuis 2003. Avec 260 kilomètres, c'est la distance la plus importante depuis l'édition 2010. La Madonna del Ghisallo se situe dans la première partie de course, le final est une succession de difficultés avec notamment le Colle Gallo, le Passo di Ganda, la montée du Berbenno et la montée de Bergame qui elle se situe dans les cinq derniers kilomètres de l'épreuve.

## Équipes
Vingt-cinq équipes participeront à ce Tour de Lombardie - dix-huit ProTeams et sept équipes continentales professionnelles :
| UCI ProTeams            | UCI ProTeams | UCI ProTeams |
| Nom de l'équipe         | Pays         | Code         |
| ----------------------- | ------------ | ------------ |
| AG2R La Mondiale        | France       | ALM          |
| Astana                  | Kazakhstan   | AST          |
| Belkin                  | Pays-Bas     | BEL          |
| BMC Racing              | États-Unis   | BMC          |
| Cannondale              | Italie       | CAN          |
| Europcar                | France       | EUC          |
| FDJ.fr                  | France       | FDJ          |
| Garmin-Sharp            | États-Unis   | GRS          |
| Giant-Shimano           | Pays-Bas     | GIA          |
| Katusha                 | Russie       | KAT          |
| Lampre-Merida           | Italie       | LAM          |
| Lotto-Belisol           | Belgique     | LTB          |
| Movistar                | Espagne      | MOV          |
| Omega Pharma-Quick Step | Belgique     | OPQ          |
| Orica-GreenEDGE         | Australie    | OGE          |
| Sky                     | Royaume-Uni  | SKY          |
| Tinkoff-Saxo            | Russie       | TCS          |
| Trek Factory Racing     | États-Unis   | TFR          |

| Équipes continentales professionnelles | Équipes continentales professionnelles | Équipes continentales professionnelles |
| Nom de l'équipe                        | Pays                                   | Code                                   |
| -------------------------------------- | -------------------------------------- | -------------------------------------- |
| Androni Giocattoli-Venezuela           | Italie                                 | AND                                    |
| Bardiani CSF                           | Italie                                 | BAR                                    |
| Caja Rural-Seguros                     | Espagne                                | CJR                                    |
| Colombia                               | Colombie                               | COL                                    |
| IAM                                    | Suisse                                 | IAM                                    |
| Neri Sottoli                           | Italie                                 | NRI                                    |
| NetApp-Endura                          | Allemagne                              | TNE                                    |

## Classements

### Classement final
|    | Coureur            | Pays     | Équipe           |    | Temps           | Points UCI |
| -- | ------------------ | -------- | ---------------- | -- | --------------- | ---------- |
| 1  | Daniel Martin      | Irlande  | Garmin-Sharp     | en | 6 h 25 min 33 s | 100        |
| 2  | Alejandro Valverde | Espagne  | Movistar         | +  | 1 s             | 80         |
| 3  | Rui Costa          | Portugal | Lampre-Merida    |    | 1 s             | 70         |
| 4  | Tim Wellens        | Belgique | Lotto-Belisol    |    | 1 s             | 60         |
| 5  | Samuel Sánchez     | Espagne  | BMC Racing       |    | 1 s             | 50         |
| 6  | Michael Albasini   | Suisse   | Orica-GreenEDGE  |    | 1 s             | 40         |
| 7  | Philippe Gilbert   | Belgique | BMC Racing       |    | 1 s             | 30         |
| 8  | Joaquim Rodríguez  | Espagne  | Katusha          |    | 1 s             | 20         |
| 9  | Fabio Aru          | Italie   | Astana           |    | 1 s             | 10         |
| 10 | Rinaldo Nocentini  | Italie   | AG2R La Mondiale |    | 14 s            | 4          |

### UCI World Tour
Ce Tour de Lombardie attribue des points pour l'UCI World Tour 2014, par équipes uniquement aux équipes ayant un label ProTeam, individuellement uniquement aux coureurs des équipes ayant un label ProTeam.
| Position           | 1er | 2e | 3e | 4e | 5e | 6e | 7e | 8e | 9e | 10e |
| Classement général | 100 | 80 | 70 | 60 | 50 | 40 | 30 | 20 | 10 | 4   |

## Liste des participants
- Liste de départ complète

| Légende | Légende                                                                    | Légende | Légende                                                    |
| ------- | -------------------------------------------------------------------------- | ------- | ---------------------------------------------------------- |
| Num     | Dossard de départ porté par le coureur sur ce Tour de Lombardie            | Pos     | Position à l'arrivée de la course                          |
|         | Indique un maillot de champion national ou mondial, suivi de sa spécialité | NP      | Indique un coureur qui n'a pas pris le départ de la course |
| AB      | Indique un coureur qui n'a pas terminé la course                           | HD      | Indique un coureur qui a terminé la course hors des délais |

| Katusha KAT | Katusha KAT             | Katusha KAT |
| ----------- | ----------------------- | ----------- |
| Num         | Coureur                 | Pos         |
| 1           | Joaquim Rodríguez (ESP) | 8e          |
| 2           | Pavel Brutt (RUS)       | AB          |
| 3           | Giampaolo Caruso (ITA)  | 45e         |
| 4           | Alexandr Kolobnev (RUS) | 13e         |
| 5           | Alberto Losada (ESP)    | AB          |
| 6           | Daniel Moreno (ESP)     | AB          |
| 7           | Egor Silin (RUS)        | AB          |
| 8           | Eduard Vorganov (RUS)   | AB          |

| AG2R La Mondiale ALM | AG2R La Mondiale ALM         | AG2R La Mondiale ALM |
| -------------------- | ---------------------------- | -------------------- |
| Num                  | Coureur                      | Pos                  |
| 11                   | Romain Bardet (FRA)          | 11e                  |
| 12                   | Carlos Betancur (COL)        | AB                   |
| 13                   | Mikaël Cherel (FRA)          | 46e                  |
| 14                   | Domenico Pozzovivo (ITA)     | 85e                  |
| 15                   | Matteo Montaguti (ITA)       | AB                   |
| 16                   | Rinaldo Nocentini (ITA)      | 10e                  |
| 17                   | Jean-Christophe Péraud (FRA) | 50e                  |
| 18                   | Alexis Vuillermoz (FRA)      | AB                   |

| Androni Giocattoli-Venezuela AND | Androni Giocattoli-Venezuela AND | Androni Giocattoli-Venezuela AND |
| -------------------------------- | -------------------------------- | -------------------------------- |
| Num                              | Coureur                          | Pos                              |
| 21                               | Franco Pellizotti (ITA)          | 44e                              |
| 22                               | Tiziano Dall'Antonia (ITA)       | AB                               |
| 23                               | Yonder Godoy (VEN)               | AB                               |
| 24                               | Antonio Parrinello (ITA)         | 68e                              |
| 25                               | Diego Rosa (ITA)                 | 38e                              |
| 26                               | Carlos Gálviz (VEN)              | AB                               |
| 27                               | Alessio Taliani (ITA)            | 94e                              |
| 28                               | Gianfranco Zilioli (ITA)         | 95e                              |

| Astana AST | Astana AST               | Astana AST |
| ---------- | ------------------------ | ---------- |
| Num        | Coureur                  | Pos        |
| 31         | Fabio Aru (ITA)          | 9e         |
| 32         | Janez Brajkovič (SLO)    | 37e        |
| 33         | Enrico Gasparotto (ITA)  | AB         |
| 34         | Francesco Gavazzi (ITA)  | AB         |
| 35         | Fredrik Kessiakoff (SWE) | AB         |
| 36         | Mikel Landa (ESP)        | AB         |
| 37         | Michele Scarponi (ITA)   | AB         |
| 38         | Paolo Tiralongo (ITA)    | 62e        |

| Bardiani BAR | Bardiani BAR                     | Bardiani BAR |
| ------------ | -------------------------------- | ------------ |
| Num          | Coureur                          | Pos          |
| 41           | Enrico Barbin (ITA)              | AB           |
| 42           | Enrico Battaglin (ITA)           | 58e          |
| 43           | Francesco Manuel Bongiorno (ITA) | AB           |
| 44           | Stefano Locatelli (ITA)          | AB           |
| 45           | Angelo Pagani (ITA)              | AB           |
| 46           |                                  |              |
| 47           | Stefano Pirazzi (ITA)            | AB           |
| 48           | Edoardo Zardini (ITA)            | 32e          |

| Belkin BEL | Belkin BEL                 | Belkin BEL |
| ---------- | -------------------------- | ---------- |
| Num        | Coureur                    | Pos        |
| 51         | Wilco Kelderman (NED)      | 17e        |
| 52         | Stef Clement (NED)         | AB         |
| 53         | Martijn Keizer (NED)       | AB         |
| 54         | Steven Kruijswijk (NED)    | 84e        |
| 55         | Bauke Mollema (NED)        | 89e        |
| 56         | Lars Petter Nordhaug (NOR) | 27e        |
| 57         | David Tanner (AUS)         | AB         |
| 58         | Laurens ten Dam (NED)      | AB         |

| BMC Racing BMC | BMC Racing BMC           | BMC Racing BMC |
| -------------- | ------------------------ | -------------- |
| Num            | Coureur                  | Pos            |
| 61             | Philippe Gilbert (BEL)   | 7e             |
| 62             | Yannick Eijssen (BEL)    | AB             |
| 63             | Cadel Evans (AUS)        | 25e            |
| 64             | Ben Hermans (BEL)        | 39e            |
| 65             | Steve Morabito (SUI)     | 60e            |
| 66             | Samuel Sánchez (ESP)     | 5e             |
| 67             | Tejay van Garderen (USA) | AB             |
| 68             | Lawrence Warbasse (USA)  | AB             |

| Caja Rural-Seguros CJR | Caja Rural-Seguros CJR  | Caja Rural-Seguros CJR |
| ---------------------- | ----------------------- | ---------------------- |
| Num                    | Coureur                 | Pos                    |
| 71                     | Luis León Sánchez (ESP) | AB                     |
| 72                     | David Arroyo (ESP)      | 41e                    |
| 73                     | Karol Domagalski (POL)  | AB                     |
| 74                     | Francesco Lasca (ITA)   | AB                     |
| 75                     | Ángel Madrazo (ESP)     | 30e                    |
| 76                     | Lluís Mas (ESP)         | AB                     |
| 77                     | Antonio Piedra (ESP)    | 91e                    |
| 78                     | Amets Txurruka (ESP)    | 72e                    |

| Cannondale CAN | Cannondale CAN             | Cannondale CAN |
| -------------- | -------------------------- | -------------- |
| Num            | Coureur                    | Pos            |
| 81             | Ivan Basso (ITA)           | AB             |
| 82             | Damiano Caruso (ITA)       | AB             |
| 83             | Alessandro De Marchi (ITA) | 15e            |
| 84             | Davide Formolo (ITA)       | 79e            |
| 85             | Paolo Longo Borghini (ITA) | 80e            |
| 86             | Marco Marcato (ITA)        | 54e            |
| 87             | Moreno Moser (ITA)         | AB             |
| 88             | Davide Villella (ITA)      | 16e            |

| Colombia COL | Colombia COL                       | Colombia COL |
| ------------ | ---------------------------------- | ------------ |
| Num          | Coureur                            | Pos          |
| 91           | Robinson Chalapud (COL)            | 55e          |
| 92           | Edward Díaz (COL)                  | AB           |
| 93           | Fabio Duarte (COL)                 | AB           |
| 94           | Jarlinson Pantano (COL)            | 56e          |
| 95           | Carlos Quintero (COL)              | AB           |
| 96           | Miguel Ángel Rubiano (COL) (Route) | 53e          |
| 97           | Rodolfo Torres (COL)               | AB           |
| 98           | Juan Pablo Valencia (COL)          | AB           |

| FDJ.fr FDJ | FDJ.fr FDJ                     | FDJ.fr FDJ |
| ---------- | ------------------------------ | ---------- |
| Num        | Coureur                        | Pos        |
| 101        | Thibaut Pinot (FRA)            | 14e        |
| 102        | Arnaud Courteille (FRA)        | AB         |
| 103        | Kenny Elissonde (FRA)          | 75e        |
| 104        | Murilo Fischer (BRA)           | AB         |
| 105        | Alexandre Geniez (FRA)         | AB         |
| 106        | Pierre-Henri Lecuisinier (FRA) | AB         |
| 107        | Jérémy Roy (FRA)               | 90e        |
| 108        | Jussi Veikkanen (FIN) (Route)  | AB         |

| Garmin-Sharp GRS | Garmin-Sharp GRS        | Garmin-Sharp GRS |
| ---------------- | ----------------------- | ---------------- |
| Num              | Coureur                 | Pos              |
| 111              | Ryder Hesjedal (CAN)    | 33e              |
| 112              | Janier Acevedo (COL)    | AB               |
| 113              | André Cardoso (POR)     | 21e              |
| 114              | Nathan Haas (AUS)       | AB               |
| 115              | Daniel Martin (IRL)     | 1er              |
| 116              | Lachlan Morton (AUS)    | AB               |
| 117              | Tom-Jelte Slagter (NED) | 93e              |
| 118              | Thomas Dekker (NED)     | AB               |

| IAM | IAM                         | IAM |
| --- | --------------------------- | --- |
| Num | Coureur                     | Pos |
| 121 | Matthias Brändle (AUT)      | 92e |
| 122 | Mathias Frank (SUI)         | 69e |
| 123 | Jonathan Fumeaux (SUI)      | AB  |
| 124 | Thomas Lövkvist (SWE)       | AB  |
| 125 | Jérôme Pineau (FRA)         | AB  |
| 126 | Sébastien Reichenbach (SUI) | 29e |
| 127 | Patrick Schelling (SUI)     | AB  |
| 128 | Johann Tschopp (SUI)        | 73e |

| Lampre-Merida LAM | Lampre-Merida LAM             | Lampre-Merida LAM |
| ----------------- | ----------------------------- | ----------------- |
| Num               | Coureur                       | Pos               |
| 131               | Rui Costa (POR)               | 3e                |
| 132               | Matteo Bono (ITA)             | AB                |
| 133               | Valerio Conti (ITA)           | 71e               |
| 134               | Kristijan Đurasek (CRO)       | 42e               |
| 135               | Przemysław Niemiec (POL)      | 40e               |
| 136               | Nélson Oliveira (POR) (Route) | AB                |
| 137               | Jan Polanc (SLO)              | 59e               |
| 138               | Rafael Valls (ESP)            | AB                |

| Lotto-Belisol LTB | Lotto-Belisol LTB      | Lotto-Belisol LTB |
| ----------------- | ---------------------- | ----------------- |
| Num               | Coureur                | Pos               |
| 141               | Tony Gallopin (FRA)    | 87e               |
| 142               | Bart De Clercq (BEL)   | 57e               |
| 143               | Pim Ligthart (NED)     | AB                |
| 144               | Maxime Monfort (BEL)   | 51e               |
| 145               | Dennis Vanendert (BEL) | AB                |
| 146               | Jelle Vanendert (BEL)  | 12e               |
| 147               | Louis Vervaeke (BEL)   | AB                |
| 148               | Tim Wellens (BEL)      | 4e                |

| Movistar MOV | Movistar MOV               | Movistar MOV |
| ------------ | -------------------------- | ------------ |
| Num          | Coureur                    | Pos          |
| 151          | Alejandro Valverde (ESP)   | 2e           |
| 152          | Eros Capecchi (ITA)        | AB           |
| 153          | Jesús Herrada (ESP)        | AB           |
| 154          | Beñat Intxausti (ESP)      | AB           |
| 155          | Ion Izagirre (ESP) (Route) | AB           |
| 156          | Dayer Quintana (COL)       | AB           |
| 157          | Jasha Sütterlin (GER)      | AB           |
| 158          | Giovanni Visconti (ITA)    | 31e          |

| Neri Sottoli NRI | Neri Sottoli NRI        | Neri Sottoli NRI |
| ---------------- | ----------------------- | ---------------- |
| Num              | Coureur                 | Pos              |
| 161              | Rafael Andriato (BRA)   | AB               |
| 162              | Giorgio Cecchinel (ITA) | AB               |
| 163              | Francesco Failli (ITA)  | 61e              |
| 164              | Andrea Fedi (ITA)       | 74e              |
| 165              | Mauro Finetto (ITA)     | 19e              |
| 166              | Jonathan Monsalve (VEN) | AB               |
| 167              | Simone Ponzi (ITA)      | 70e              |
| 168              | Fabio Taborre (ITA)     | AB               |

| Omega Pharma-Quick Step OPQ | Omega Pharma-Quick Step OPQ      | Omega Pharma-Quick Step OPQ |
| --------------------------- | -------------------------------- | --------------------------- |
| Num                         | Coureur                          | Pos                         |
| 171                         | Michał Kwiatkowski (POL) (Route) | 77e                         |
| 172                         | Julian Alaphilippe (FRA)         | AB                          |
| 173                         | Gianluca Brambilla (ITA)         | AB                          |
| 174                         | Michał Gołaś (POL)               | 76e                         |
| 175                         | Wout Poels (NED)                 | AB                          |
| 176                         | Pieter Serry (BEL)               | 35e                         |
| 177                         | Rigoberto Urán (COL)             | AB                          |
| 178                         | Carlos Verona (ESP)              | 78e                         |

| Orica-GreenEDGE OGE | Orica-GreenEDGE OGE    | Orica-GreenEDGE OGE |
| ------------------- | ---------------------- | ------------------- |
| Num                 | Coureur                | Pos                 |
| 181                 | Michael Albasini (SUI) | 6e                  |
| 182                 | Simon Clarke (AUS)     | 48e                 |
| 183                 | Daryl Impey (RSA)      | AB                  |
| 184                 | Christian Meier (CAN)  | AB                  |
| 185                 | Ivan Santaromita (ITA) | 20e                 |
| 186                 | Pieter Weening (NED)   | 49e                 |
| 187                 | Adam Yates (GBR)       | AB                  |
| 188                 | Simon Yates (GBR)      | AB                  |

| Europcar EUC | Europcar EUC             | Europcar EUC |
| ------------ | ------------------------ | ------------ |
| Num          | Coureur                  | Pos          |
| 191          | Jérôme Cousin (FRA)      | AB           |
| 192          | Romain Guillemois (FRA)  | 86e          |
| 193          | Fabrice Jeandesboz (FRA) | AB           |
| 194          | Vincent Jérôme (FRA)     | AB           |
| 195          | Christophe Kern (FRA)    | AB           |
| 196          | Davide Malacarne (ITA)   | AB           |
| 197          | Maxime Méderel (FRA)     | 81e          |
| 198          | Romain Sicard (FRA)      | 28e          |

| Giant-Shimano GIA | Giant-Shimano GIA       | Giant-Shimano GIA |
| ----------------- | ----------------------- | ----------------- |
| Num               | Coureur                 | Pos               |
| 201               | Warren Barguil (FRA)    | 36e               |
| 202               | Lawson Craddock (USA)   | AB                |
| 203               | Dries Devenyns (BEL)    | AB                |
| 204               | Tom Dumoulin (NED)      | 43e               |
| 205               | Simon Geschke (GER)     | AB                |
| 206               | Tobias Ludvigsson (SWE) | AB                |
| 207               | Daan Olivier (NED)      | AB                |
| 208               | Georg Preidler (AUT)    | 82e               |

| NetApp-Endura TNE | NetApp-Endura TNE      | NetApp-Endura TNE |
| ----------------- | ---------------------- | ----------------- |
| Num               | Coureur                | Pos               |
| 211               | Cesare Benedetti (ITA) | 83e               |
| 212               | David de la Cruz (ESP) | 65e               |
| 213               | Bartosz Huzarski (POL) | AB                |
| 214               | Leopold König (CZE)    | 67e               |
| 215               | Tiago Machado (POR)    | 18e               |
| 216               | Ralf Matzka (GER)      | AB                |
| 217               | José Mendes (POR)      | 66e               |
| 218               | Paul Voss (GER)        | AB                |

| Sky SKY | Sky SKY                   | Sky SKY |
| ------- | ------------------------- | ------- |
| Num     | Coureur                   | Pos     |
| 221     | Dario Cataldo (ITA)       | AB      |
| 222     | Sergio Henao (COL)        | AB      |
| 223     | Vasil Kiryienka (BLR)     | 47e     |
| 224     | Christian Knees (GER)     | AB      |
| 225     | David López García (ESP)  | AB      |
| 226     | Philip Deignan (IRL)      | 88e     |
| 227     | Kanstantsin Siutsou (BLR) | 52e     |
| 228     | Ben Swift (GBR)           | AB      |

| Tinkoff-Saxo TCS | Tinkoff-Saxo TCS               | Tinkoff-Saxo TCS |
| ---------------- | ------------------------------ | ---------------- |
| Num              | Coureur                        | Pos              |
| 231              | Alberto Contador (ESP)         | 34e              |
| 232              | Matteo Tosatto (ita)           | AB               |
| 233              | Jesús Hernández Blázquez (ESP) | AB               |
| 234              | Roman Kreuziger (CZE)          | 23e              |
| 235              | Sérgio Paulinho (POR)          | 64e              |
| 236              | Chris Anker Sørensen (DEN)     | 26e              |
| 237              | Nicki Sørensen (DEN)           | AB               |
| 238              | Oliver Zaugg (SUI)             | 63e              |

| Trek Factory Racing TFR | Trek Factory Racing TFR      | Trek Factory Racing TFR |
| ----------------------- | ---------------------------- | ----------------------- |
| Num                     | Coureur                      | Pos                     |
| 241                     | Eugenio Alafaci (ITA)        | AB                      |
| 242                     | Julián Arredondo (COL)       | AB                      |
| 243                     | Laurent Didier (LUX)         | AB                      |
| 244                     | Fabio Felline (ITA)          | AB                      |
| 245                     | Yaroslav Popovych (UKR)      | AB                      |
| 246                     | Fränk Schleck (LUX) (Route)  | 24e                     |
| 247                     | Calvin Watson (AUS)          | AB                      |
| 248                     | Riccardo Zoidl (AUT) (Route) | 22e                     |